# Seule Simeon
Seule Simeon (ur. 10 października 1970) – polityk vanuacki. W 2016 wybrany do parlamentu z dystryktu Epi. 26 listopada 2016 mianowany ministrem ds. sportu i młodzieży. Pozostał na tym stanowisku do 6 września 2019, kiedy został wybrany przewodniczącym parlamentu. Ponownie został deputowanym w wyborach w 2020. 6 lipca 2022, gdy wygasła kadencja ówczesnego prezydenta Mosesa i parlamentowi nie udało się wybrać następcy pełnił obowiązki głowy państwa do momentu wyboru nowego prezydenta Nikenike Vurobaravu.